# Shanice
Shanice, właściwie Shanice Lorraine Wilson (ur. 14 maja 1973 w Pittsburghu) – amerykańska piosenkarka R&B. Największą popularność przyniosła jej piosenka I Love Your Smile z 1991 roku.

## Życiorys
Urodziła się w Pittsburghu. Jako dziecko wraz z matką i wujem przeprowadziła się do Los Angeles. W wieku 9 lat wystąpiła w reklamie KFC z Ellą Fitzgerald. Została odkryta przez wytwórnię A&M Records, gdy miała 11 lat.
W 1987 roku ukazał się jej debiutancki album Discovery. Płyta nie okazała się sukcesem, ale Shanice została dostrzeżona w środowisku muzycznym. W 1991 roku podpisała kontrakt z Motown Records. W tym samym roku na rynku pojawił się drugi album Shanice zatytułowany Inner Child. Płyta okazała się dużym sukcesem, a znajdująca się na niej piosenka I Love Your Smile pozostaje najpopularniejszym utworem w dorobku Shanice.

## Albumy
- 1987: Discovery
- 1991: Inner Child
- 1994: 21... Ways to Grow
- 1999: Shanice
- 1999: Ultimate Collection
- 2006: Every Woman Dreams